# Fu-jang (An-chuej)
Fu-jang (čínsky pchin-jinem Fùyáng, znaky 阜阳) je městská prefektura v Čínské lidové republice. Leží ve východní části provincie An-chuej, má rozlohu přes deset tisíc kilometrů čtverečních a roku 2020 v ní žilo 8,2 milionu obyvatel.

## Poloha
Fu-jang na východním okraji provincie An-chuej. Hraničí na severovýchodě s prefekturou Po-čou, na jihovýchodě s Chuaj-nanem, na jihu s Lu-anem a celou západní hranicí se sousedící provincií Che-nan.

## Administrativní členění
Městská prefektura Fu-jang se člení na osm celků okresní úrovně, a sice tři městské obvody, jeden městský okres a čtyři okresy.
| Jing-čou Jing-tung Jing-čchüan městský okres · Ťie-šou okres · Lin-čchüan okres · Tchaj-che okres · Fu-nan okres · Jing-šang |        |                       |                       |                    |                                  |
| Název | Název  | Počet obyvatel (2010) | Počet obyvatel (2020) | Rozloha km² (2020) | Hustota zalidnění (obyv. na km²) |
| český přepis | znaky  | Počet obyvatel (2010) | Počet obyvatel (2020) | Rozloha km² (2020) | Hustota zalidnění (obyv. na km²) |
| Městské obvody |        |                       |                       |                    |                                  |
| Jing-čou | 颍州区 | 738 052               | 992 347               | 612                | 1 621                            |
| Jing-tung | 颍东区 | 519 562               | 538 187               | 677                | 795                              |
| Jing-čchüan | 颍泉区 | 557 687               | 598 004               | 654                | 915                              |
| Městský okres |        |                       |                       |                    |                                  |
| Ťie-šou | 界首市 | 561 956               | 650 870               | 653                | 997                              |
| Okresy |        |                       |                       |                    |                                  |
| Lin-čchüan | 临泉县 | 1 543 218             | 1 658 442             | 1 834              | 905                              |
| Tchaj-che | 太和县 | 1 361 145             | 1 379 982             | 1 867              | 739                              |
| Fu-nan | 阜南县 | 1 121 758             | 1 183 602             | 1 817              | 651                              |
| Jing-šang | 颍上县 | 1 196 535             | 1 198 830             | 2 004              | 598                              |
| |        |                       |                       |                    |                                  |
| Celkem | Celkem | 7 599 913             | 8 200 264             | 10 118             | 811                              |